# جيريميا مانيلي
جيريميا مانيلي (من مواليد 1968) هو سياسي من جزر سليمان انتخبهُ مجلس النواب رئيسًا للوزراء بعد الانتخابات العامة في جزر سليمان لعام 2024. حصل على 31 صوتًا من أصل 50 بعد أن اختار سلفه ماناسيه سوغافارا عدم الترشح لإعادة انتخابه. وهو أول رئيس وزراء للبلاد يأتي من محافظة إيزابيل.
حاصل على درجة البكالوريوس في الآداب من جامعة بابوا غينيا الجديدة.
وكان السكرتير الدائم للشؤون الخارجية والتجارة الخارجية في جزر سليمان حتى ديسمبر 2007. أُنتخب عضوًا في مجلس النواب عن دائرة هوغرانو/كيا/هافولي في الانتخابات العامة لعام 2019. أصبح وزيراً للخارجية في 26 أبريل 2019.
يوصف بأنه صديق للصين حيث تعهد بمواصلة السياسة الدولية لجزر سليمان التي جعلتها أقرب إلى الصين